# Mugron
Mugron ist eine französische Gemeinde im Département Landes in der Region Nouvelle-Aquitaine. Es liegt im äußersten Süden des Départements und hat 1.336 Einwohner (Stand: 1. Januar 2022). Die Gemeinde gehört zum Kanton Coteau de Chalosse im Arrondissement Dax.

## Geografie
Mugron liegt etwa 28 Kilometer ostnordöstlich von Dax in der Landschaft Chalosse zwischen den Flüssen Adour und Louts die teilweise die nördliche und südliche Gemeindegrenze bilden. Umgeben wird Mugron von den Nachbargemeinden Gouts im Norden und Nordwesten, Souprosse im Norden und Nordosten, Nerbis im Osten, Hauriet im Osten und Südosten, Saint-Aubin im Süden und Südosten, Lahosse im Südwesten, Lourquen im Westen und Südwesten sowie Laurède.

## Bevölkerung
| Jahr      | 1962  | 1968  | 1975  | 1982  | 1990  | 1999  | 2006  | 2018  |
| --------- | ----- | ----- | ----- | ----- | ----- | ----- | ----- | ----- |
| Einwohner | 1.661 | 1.568 | 1.470 | 1.464 | 1.327 | 1.324 | 1.385 | 1.352 |

## Sehenswürdigkeiten

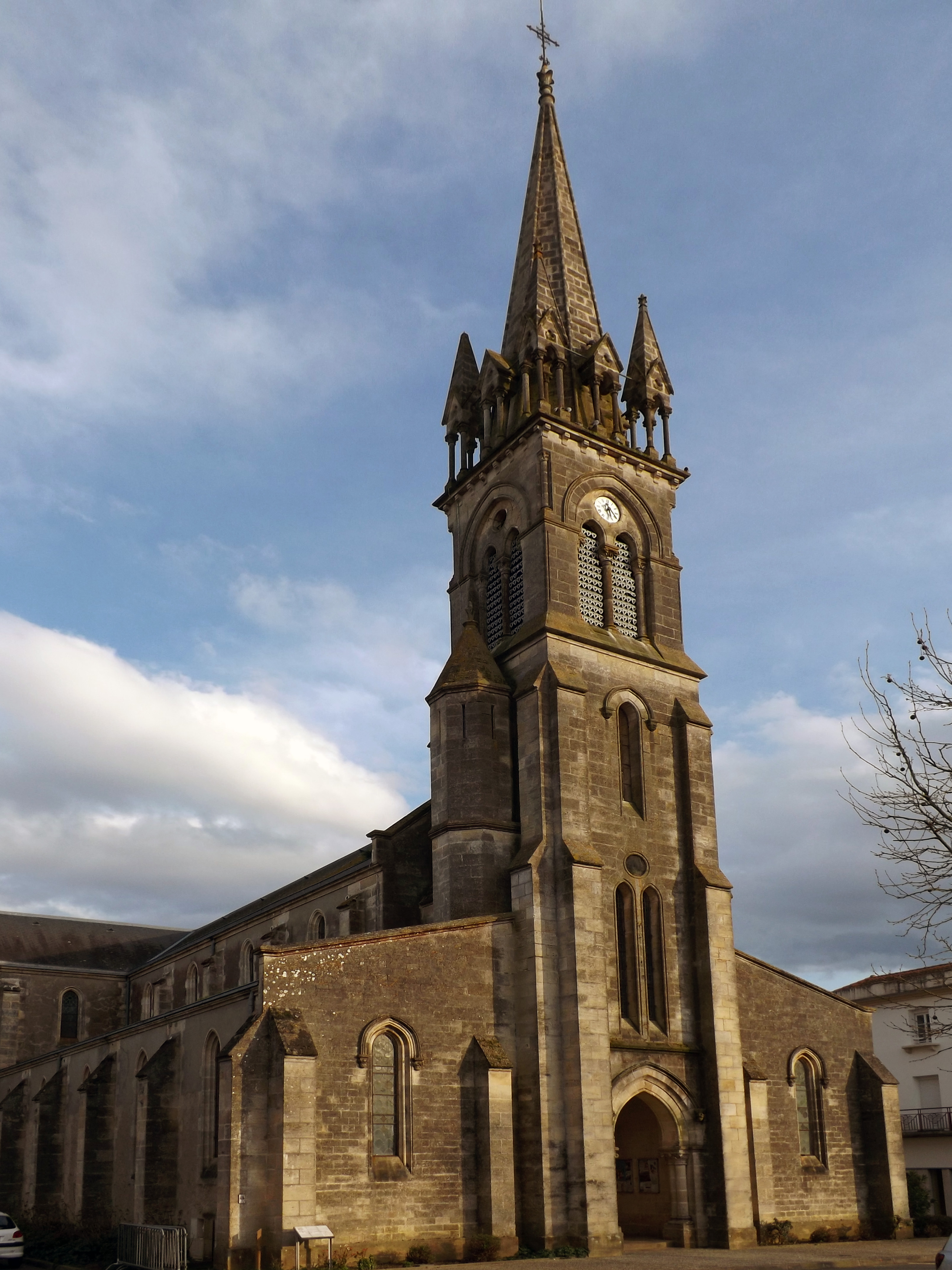
Kirche Saint-Laurent
- Friedhofskapelle
- Herrenhaus Boucosse
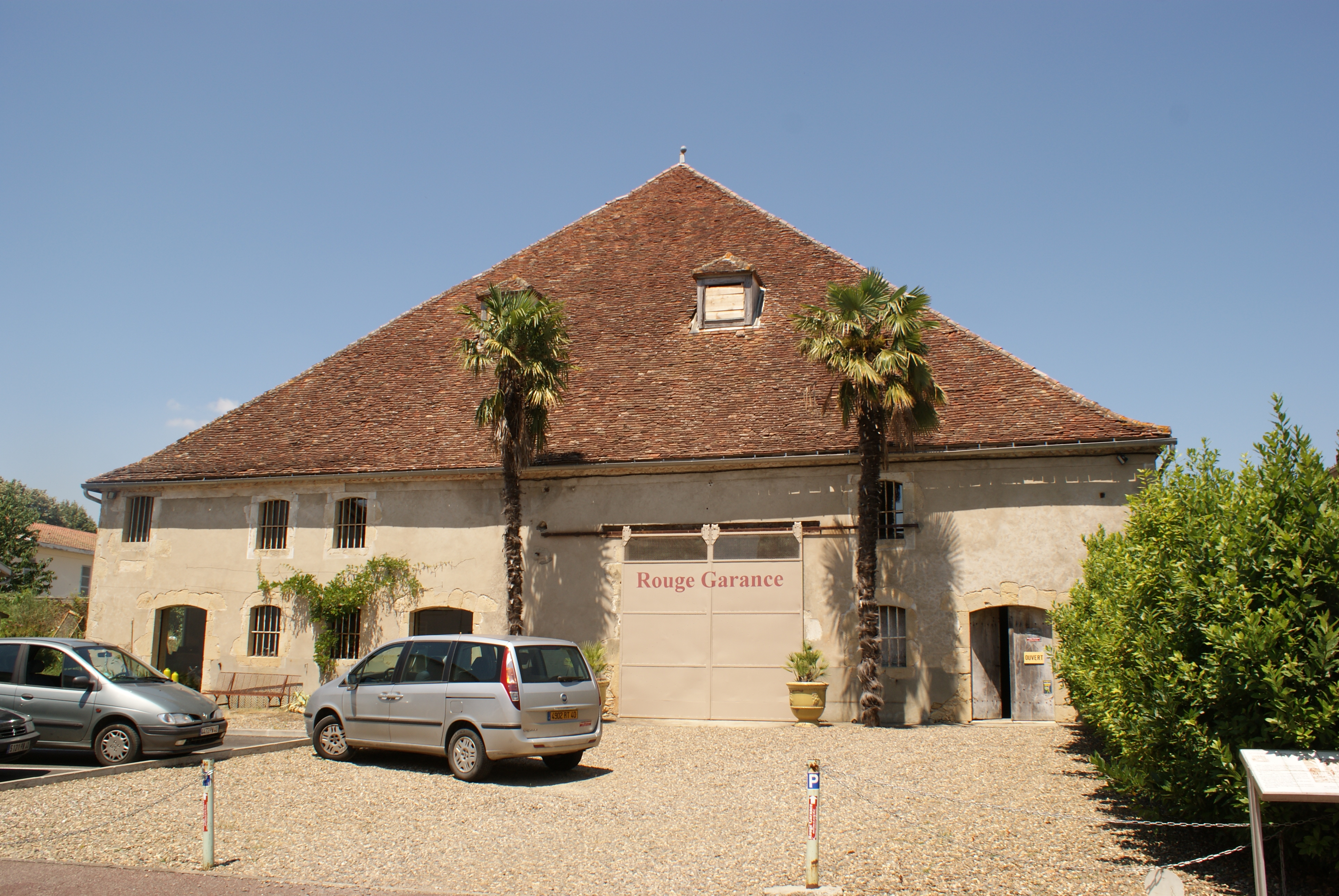
Fasshalle Antin
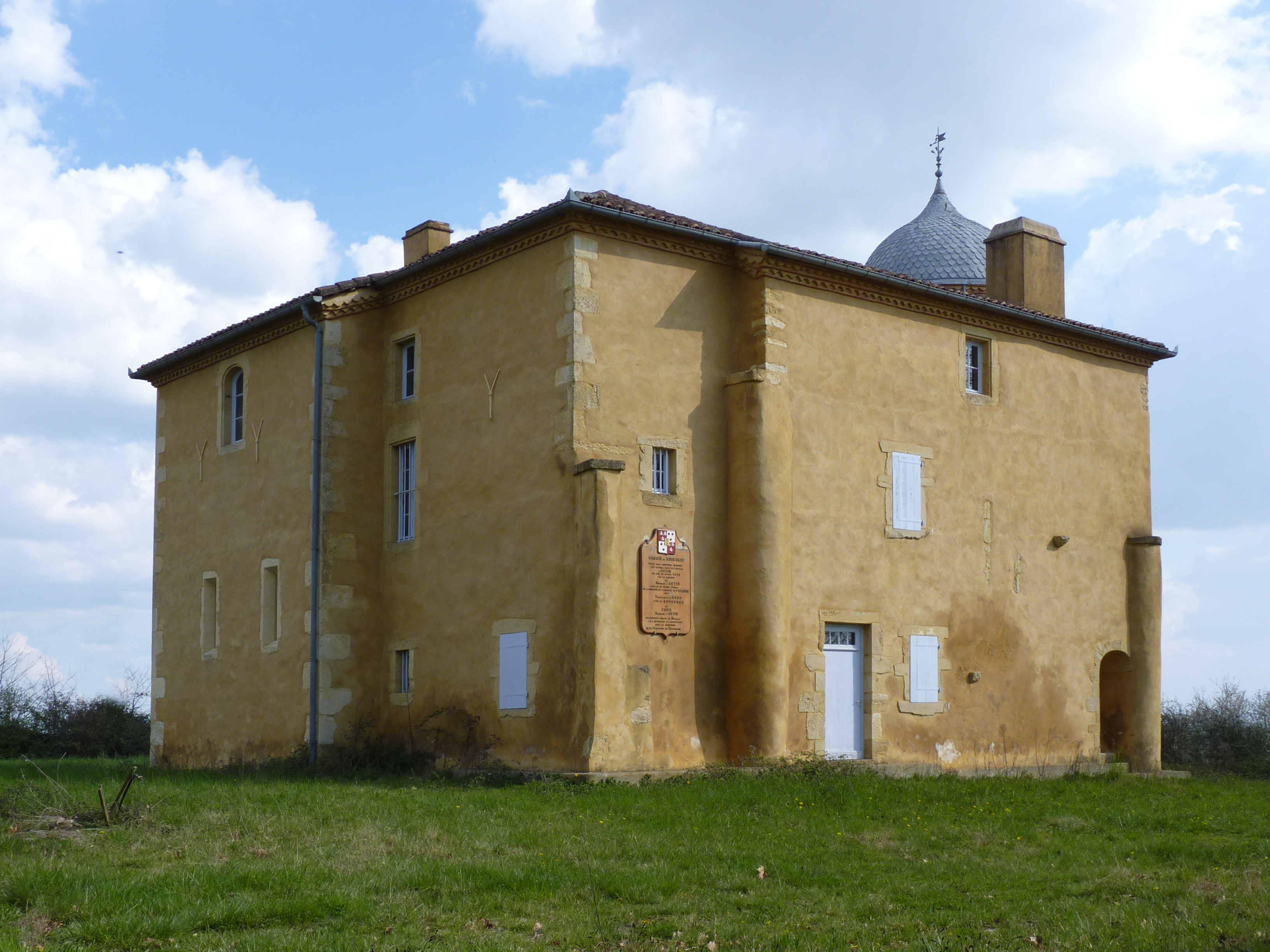
Herrenhaus Boucosse

- Kirche Saint-Laurent
- Fasshalle Antin
- Herrenhaus Boucosse

## Gemeindepartnerschaft
Mit der spanischen Gemeinde Cintruénigo in der Region und Provinz Navarra besteht eine Partnerschaft.

## Persönlichkeiten
- Frédéric Bastiat (1801–1850), Ökonom und Politiker
- Robert Degos (1904–1987), Dermatologe
- Henri Emmanuelli (1945–2017), Politiker (PS)